# Ichneumon adairae
Ichneumon adairae is een vliesvleugelig insect (orde Hymenoptera) uit de familie van de gewone sluipwespen (Ichneumonidae). De wetenschappelijke naam van de soort werd in 2016 gepubliceerd door Rebecca Kittel.
Ichneumon adairae Kittel is een nomen novum voor Ichneumon nanus Ratzeburg, 1848. De naam was al in gebruik als Ichneumon nanus Cuvier, 1833. In 2016 heeft Rebecca Kittel het voorstel gedaan voor de hernoeming naar Ichneumon adairae. De naam eert Eleanor Adair (1926–2013), een Amerikaans fysiologe die bekend werd vanwege de toepassing van microgolftechnologie voor menselijk gebruik.